# Ulica Świętego Jacka w Poznaniu
Ulica Świętego Jacka w Poznaniu – ulica w Poznaniu, odchodząca na południe od ulicy Ostrówek, na Śródce, nieopodal Rynku Śródeckiego.

## Historia i charakter
Według Włodzimierza Łęckiego i Piotra Maluśkiewicza trakt ten jest najkrótszą ulicą Poznania – liczy niecałe 50 m długości. Według Zarządu Dróg Miejskich ma 40 m, a krótsza od niego jest ulica Cybińska (zlokalizowana tuż obok, na zachód, ma 30 m) i ulica Kącik (22 m). Stoją przy nim stare kamienice, a od południa wieńczy go plomba z początku XXI wieku. Nawierzchnia brukowa z niewielkimi rynsztokami po bokach. Jedna z niewielu ulic w Poznaniu z zachowanymi kamiennymi rynsztokami. Dawniej ulica była dłuższa, ale została przycięta dwupasmową drogą szybkiego ruchu (tzw. Trasa Chwaliszewska, ob. ul. Kardynała Stefana Wyszyńskiego), tracąc południową część swojego przebiegu.
Pierwotnie ulicy patronował św. Piotr – duchowy opiekun stojącej nieopodal katedry. W czasach zaborów zmieniono nazwę na ul. Świętojańską (Johannisgasse). Z kolei po włączeniu do Poznania pobliskiej osady Komandoria w 1925 roku, gdzie również znajdowała się ulica Świętojańska, kolejny raz zmieniono patrona śródeckiej ulicy, nadając obecną nazwę św. Jacka.